# Vescovato (Lombardei)

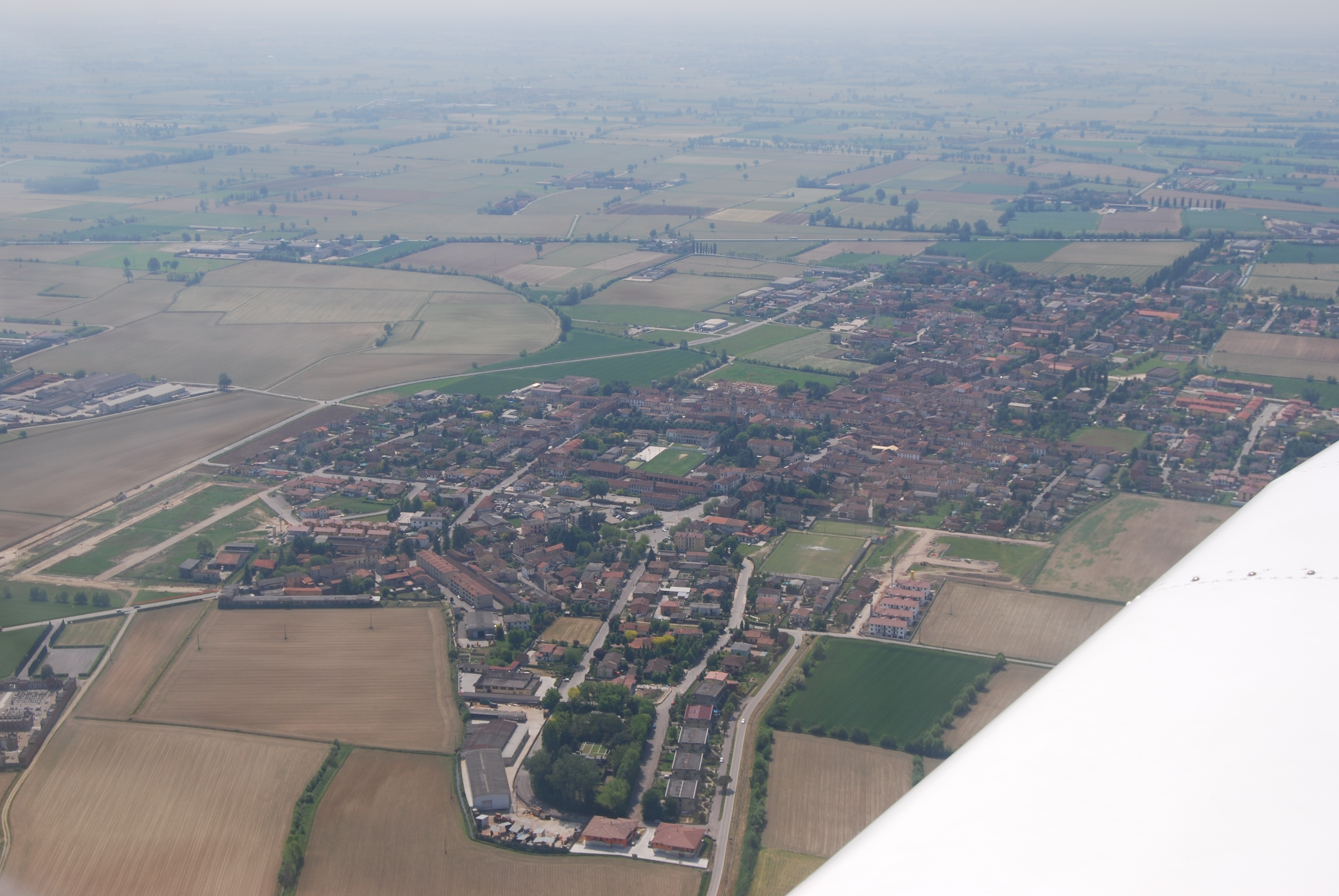
Vescovato aus der Luft

Vescovato ist eine norditalienische Gemeinde (comune) mit 3930 Einwohnern (Stand 31. Dezember 2023) in der Provinz Cremona in der Lombardei. Die Gemeinde liegt etwa elf Kilometer von Cremona entfernt. Die nördliche Gemeindegrenze bildet die Ciria.

## Persönlichkeiten
- Giacomo Mari (1924–1991), Fußballspieler und -trainer

## Verkehr
Die Gemeinde liegt an der Strada Statale 10 Padana Inferiore von Cremona nach Mantua.